# Cantón de Salignac-Eyvigues
El cantón de Salignac-Eyvigues era una división administrativa francesa, que estaba situada en el departamento de Dordoña y la actual región de Nueva Aquitania.

## Composición
El cantón estaba formado por ocho comunas:
- Archignac
- Borrèze
- Jayac
- Nadaillac
- Paulin
- Saint-Crépin-et-Carlucet
- Saint-Geniès
- Salignac-Eyvigues

## Supresión del cantón de Salignac-Eyvigues
En aplicación del Decreto nº 2014-218 de 21 de febrero de 2014, el cantón de Salignac-Eyvigues fue suprimido el 22 de marzo de 2015 y sus 8 comunas pasaron a formar parte del nuevo cantón de Terrasson-Lavilledieu.